# Rolando Castello Júnior
Rolando Castello Júnior (São Paulo, 13 de abril de 1953) é um renomado baterista e percussionista brasileiro, considerado um dos maiores nomes do rock brasileiro. Não à toa, em 2015, ele foi eleito pela revista Roadie Crew como o 3º melhor baterista do Brasil de todos os tempos.
Na ativa desde 1970, Rolando tocou com incontáveis músicos no Brasil, Argentina e México, fez parte da banda Made in Brazil e é fundador da banda Patrulha do Espaço.
Embora não goste muito de falar sobre o assunto, Rolando teve poliomielite na infância, que deixou fortes sequelas, que decerto colaboraram com sua forma única de usar o instrumento. Rolando conta que, "certa vez, um fã me perguntou “Como você toca assim?” Eu pensei que ele ia perguntar como é que eu tocava assim tão bem. Foi quando percebi que ele também tinha um problema na mão. Respondi a ele que eu toco assim porque nunca pensei que não pudesse tocar!"

## Carreira
Rolando conta que, "quando eu um gurizinho e ainda nem pensava em tocar bateria, vi na TV um filme com o Sal Mineo sobre a vida e obra do grande baterista Gene Krupa e fiquei bem impressionado e motivado com o instrumento. Posteriormente ganhei um disco dele, então acho que minha primeira influência tenha sido o Gene Krupa".
Nos primeiros anos da década de 1970, Rolando teve passagens por bandas no México (Parada Suprimida, Tarantula e Three Souls In My Mind).
Em 1974, Rolando foi o baterista do primeiro disco da Banda Made in Brazil.
Em 1977 foi para a Argentina onde formou com o mestre da guitarra Norberto Pappo Napolitano uma das mais emblemáticas bandas portenhas, o “Aeroblus”, até hoje reverenciada e homenageada por todos os roqueiros argentinos. O único disco lançado pelo Aeroblus (Aeroblus - 1977), foi um marco do rock dos anos 70, abrindo caminho para uma série de bandas pesadas do rock latino-americano. Deste álbum, a música "Vamos a Buscar La Luz”, foi eleita pela revista Roadie Crew, em 2011, como um dos 200 Verdadeiros Hinos do Heavy Metal e Classic Rock.

## Estilo e Legado
Rolando foi o pioneiro em inúmeras atividades dentro da cena rock brasileira, seja ela da indústria de instrumentos musicais, da bateria, produção musical e didática. Dentre essas, destaca-se seu trabalho que implementou no Brasil o conceito das Workshop Tours, tendo realizado inúmeras turnês para prestigiadas marcas internacionais e nacionais.
Dono de uma técnica insuperável no instrumento, Rolando tem uma forma de tocar que é inconfundível e única, frutos de uma genialidade nata aliada a fatores de superação física. Para o crítico musical, e ex-baterista, Regis Tadeu, "Rolando é um dos poucos bateristas a criar um estilo identificável a quilômetros de distância. Basta ouvir uma de suas potentes levadas com uma virada de tambores para saber que é ele quem está tocando. Sua maneira desconcertante de tocar é acentuada pelo fato de ter sua mão direita atrofiada por conta de uma poliomielite contraída na infância, que não o impediu de ter uma das pegadas mais pesadas que você jamais irá ouvir em um baterista de qualquer canto do planeta."
Questionado, certa vez, pelo site Collectrs Room, sobre suas principais contribuições para o instrumento, Rolando respondeu: "Talvez eu tenha sido um arauto do uso de dois bumbos e um monte de tons, o que certamente obrigou, por meio da minha influência, um monte de bateristas a "se fuderem" para carregar e montar tanta tranqueira (risos)."

## Discografia
- entre parentesis, a gravadora

| - 2016 - 50 Anos de Bateria e Rock [CD e DVD] (Indie records) - 1974 - Made in Brazil (RCA) - 1977 - Aeroblus (Phillips) - 1993 - Aeroblus (Phillips) - 1997 - Libre Acceso - Aeroblus (Polydor) - 2006 - Aeroblus [Digipack] (Universal) - 1979 - Billy Bond and The Jets - Sazan - 1980 - Patrulha do Espaço [gravado em 1979] (Halley) - 1981 - Patrulha do Espaço - 1982 - Patrulha - 1983 - Patrulha do Espaço 4 - 1985 - Patrulha 85 [12" EP] (Baratos Afins) - 1994 - Primus Inter Pares [gravado em 1992] (Aqualung Records) - 1997 - Dossiê Volume 1 (Temptation) - 1998 - Dossiê Volume 2 (Baratos Afins) - 1998 - Dossiê Volume 3 (Baratos Afins) - 2000 - Chronophagia (Indie Records) - 2001 - Música Para Reciclar (Independente) - 2002 - Dossiê Volume 4 - (Indie Records) - 2003 - Demo Sul (Braço Direito Records - 2003 - Compacto (Indie Records) - 2003 - Sim São Paulo (Baratos Afins) - 2004 - Missão na Área 13 (Indie Records) - 2007 - Capturados ao Vivo no CCSP (Voice Music) - 2012 - Dormindo em Cama de Pregos (Indie Records) - 2014 - Primeiro (Die Hard Records) - 2014 - Segundo (Die Hard Records) - 2014 - Capturados ao vivo Buenos Aires 2014 (Die Hard Records) - 2015 - Capturados Vivos em Buenos Aires (Vinyl Club) - 2016 - Capturados Vivos em Buenos Aires (Piramide Records) - 2016 - Aventuras Rockeiras no Século XXI (Voice Music & Radix Irae) - 2016 - Patrulha do Espaço 4 (Baratos Afins) | - 1988 – Faremos uma Noitada Excelente (Vinil Urbano) - 1989 - Elo Perdido (Vinil Urbano) - 2015 - Elo Perdido / Elo Perdido + (Canal 3) - 2015 - Faremos uma Noitada Excelente (Canal 3) - 1983 - Sr. Cisne - Indie - 1983 - Quantum (Café Records) - 1993 - Quantum (Record Runner) - 1986 - Inox (CBS / Epic) - 1989 - Outsider (Vinil Urbano) - 1990 - Cemitério de Elefantes - Coletânea (Vinil Urbano) - 1992 – El Riff (Trípoli Records) - 1993 - Beijo AA Força (Tinitus) - 1993 - Beijo AA Força - Coletânea (Tinitus) - 1998 - E o Rock’n’Roll Brasil!? (Indie) - 2005 - Esperanza (Beluga) - 2006 - As Cores de Maria (Lâmpada Records) - 2013 - 10 Dias na Praia (Stereo Toaster Records) - 2013 - Zé Brasil e Delinquentes de Saturno (Natural Records) - 2013 - Blues de mi Corazón (GLD) |

## Prêmios e indicações
- 2015 - 3o Melhor Baterista do Brasil de todos os tempos - Revista Roadie Crew[2]